# Cian Prendergast
Pour les articles homonymes, voir Prendergast.
Pas d'image ? Cliquez ici

a Compétitions nationales et continentales officielles uniquement.

b Matchs officiels uniquement.
Dernière mise à jour le 29 mai 2023.
Cian Prendergast, né le 23 février 2000 à Kildare, en Irlande, est un joueur international irlandais de rugby à XV qui joue principalement au poste de troisième ligne aile au Connacht en United Rugby Championship depuis 2020.
Il est le frère ainé du joueur irlandais de rugby à XV Sam Prendergast.

## Biographie

### Jeunesse et formation
Cian Prendergast naît le 23 février 2000 dans le comté de Kildare, où il grandit. Il a un frère cadet, Sam Prendergast, qui joue pour le Leinster et l'équipe d'Irlande des moins de 20 ans. Cian Prendergast fréquente le Newbridge College (en) où il joue au rugby en étant capitaine de l'équipe scolaire du Leinster. Il a également joué au football gaélique pour Suncroft. Il espérait faire carrière au Leinster, mais on lui a annoncé, en avril 2020, qu'il n'y aurait pas de place pour lui au sein de l'académie. Quelques jours après cette annonce, il est contacté par Eric Elwood, l'entraîneur du Connacht, qui souhaite le faire venir dans sa province, ce que Prendergast accepte. Il rejoint donc le Connacht durant l'été 2020, à l'âge de 20 ans.

### Débuts avec le Connacht (2020-2022)
Dès son arrivée au Connacht, Cian Prendergast est intégré à l'équipe première. Il fait ses débuts professionnels au mois d'octobre 2020, lors de la troisième journée de Pro14 de la saison 2020-2021, contre Édimbourg Rugby. En mars 2021, il signe son premier contrat professionnel avec le Connacht. Pour sa première saison, il joue au total dix matchs toutes compétitions confondues, dont quatre titularisations.
La saison suivante, en 2021-2022 il s'impose dans le XV de départ. Il marque également le premier essai de sa carrière à l'occasion d'une rencontre de Coupe d'Europe contre le Stade français, en décembre 2021. Sa bonne première partie de saison est récompensée quand il est convoqué pour la première fois en équipe d'Irlande en janvier 2022 pour participer au Tournoi des Six Nations 2022. Il ne joue cependant aucune rencontre durant la compétition. Il joue 21 matchs toutes compétitions confondues dont 20 en tant que titulaire et marque quatre essais. À la fin de cette saison, durant laquelle il s'est définitivement imposé comme un titulaire indiscutable avec sa province en débutant 19 des 23 matchs de son équipe, il prolonge son contrat avec le Connacht jusqu'en 2025,.

### Débuts en équipe nationale (depuis 2022)
Cian Prendergast est de nouveau convoqué en équipe nationale pour la tournée d'été irlandaise en Nouvelle-Zélande. Cependant, il ne connaît toujours pas sa première sélection avec le XV du Trèfle durant cette tournée.
En début de saison 2022-2023, il est sélectionné avec l'équipe Emerging Ireland (en) pour participer à plusieurs rencontres amicales en Afrique du Sud face aux Cheetahs, aux Griquas et aux Pumas. Il est titularisé lors des victoires 28-24 contre les Pumas le 5 octobre et 21-14 contre les Cheetahs le 9 octobre. Avec le Connacht durant la suite de la saison, il enchaîne les titularisations en troisième ligne, jusqu'en novembre 2022, lorsqu'il est pour la première fois sur la feuille de match avec l'Irlande, pour affronter les Fidji durant la tournée d'automne. Il entre en jeu en seconde période à la place du deuxième ligne de l'Ulster, Kieran Treadwell pour enfin connaître sa première cape avec son pays. Il joue 31 minutes et l'Irlande s'impose 35 à 17,. Quelques mois plus tard, il est de nouveau sélectionné en équipe nationale pour participer au Tournoi des Six Nations 2023. Il ne participe cependant à aucune rencontre du tournoi que son pays remporte en réalisant le Grand Chelem. De retour avec le Connacht, il se qualifie en quart de finale où les siens éliminent l'Ulster, avant d'être battus en demi-finale par les Stormers.
Fin mai 2023, il est présélectionné dans un groupe de 42 joueurs pour préparer la Coupe du monde 2023 avec son pays,. Il n'est cependant pas appelé dans le groupe final de 33 joueurs participant au Mondial.

## Statistiques

### En province
| Saison         | Club           | Championnat               | Championnat | Championnat | Coupe d'Europe  | Coupe d'Europe | Coupe d'Europe |
| Saison         | Club           | Compétition               | Matchs      | Essais      | Compétition     | Matchs         | Essais         |
| -------------- | -------------- | ------------------------- | ----------- | ----------- | --------------- | -------------- | -------------- |
| 2020-2021      | Connacht       | Pro14+Pro14 Rainbow Cup   | 4+4         | -           | Coupe d'Europe  | 2              | -              |
| 2021-2022      | Connacht       | United Rugby Championship | 15          | 2           | Coupe d'Europe  | 6              | 2              |
| 2022-2023      | Connacht       | United Rugby Championship | 14          | 2           | Challenge Cup   | 2              | -              |
| 2023-2024      | Connacht       | United Rugby Championship | 15          | 3           | Challenge Cup   | 6              | 4              |
| Total Connacht | Total Connacht | Total Connacht            | 52          | 7           | Coupes d'Europe | 16             | 6              |

### Internationales

#### Équipe d'Irlande des moins de 20 ans
Cian Prendergast a disputé deux matchs avec l'équipe d'Irlande des moins de 20 ans en une saison, prenant part à une édition du Tournoi des Six Nations des moins de 20 ans en 2020. Il n'a pas inscrit de points.

#### Équipe d'Irlande
Cian Prendergast compte 4 sélections en équipe d'Irlande.
| Année | Compétition | Matchs | Points | Essais |
| ----- | ----------- | ------ | ------ | ------ |
| 2022  | Test matchs | 1      | 0      | 0      |
| 2023  | Test matchs | 2      | 0      | 0      |
| Total | Total       | 3      | 0      | 0      |

## Palmarès
Néant